# 風成環流
風成環流又稱漂流，是指風的應力驅動海洋在水平方向上流動。發現的表面主要從幾百米的深度，因為風施加到海洋表面。東部地區全流域的海洋渦量，在海面旋轉風應力等於行星渦量度垂直整合的轉流。

## 相關項目
- 海洋學
  - 物理海洋學
- 地球物理學